# روسیه در المپیک تابستانی ۲۰۱۲

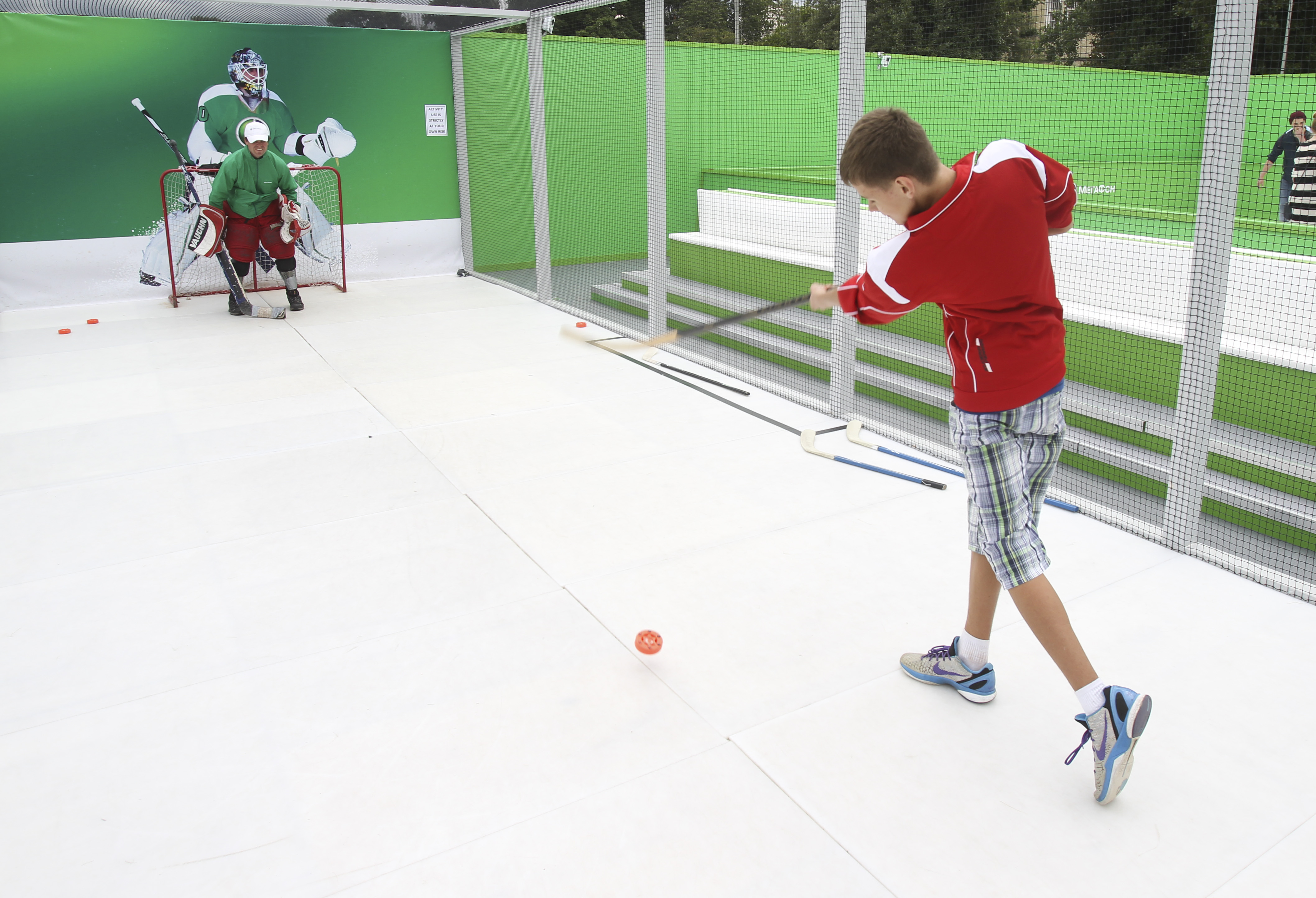
تیم ملی هاکی روسیه در بازیهای المپیک تابستانی ۲۰۱۲

روسیه در بازی‌های المپیک تابستانی ۲۰۱۲ که در شهر لندن بریتانیای کبیر برگزار شد، کاروان روسیه با ۴۳۶ ورزشکار در این رقابت‌ها شرکت کرد و موفق به کسب ۸۲ مدال (۲۴ طلا، ۲۶ نقره، ۳۲ برنز) شد. در جدول رتبه‌بندی توزیع مدال‌ها، روسیه در ردهٔ ۴ مسابقات قرار گرفت.